# Drapeaux des préfectures du Japon

Préfectures du Japon

Cette page présente les 47 drapeaux des préfectures du Japon

## Liste

Préfecture d'Aichi
Préfecture d'Akita
Préfecture d'Aomori
Préfecture de Chiba
Préfecture d'Ehime
Préfecture de Fukui
Préfecture de Fukuoka
Préfecture de Fukushima
Préfecture de Gifu
Préfecture de Gunma
Préfecture de Hiroshima
Préfecture de Hokkaidō
Préfecture de Hyōgo
Préfecture d'Ibaraki
Préfecture d'Ishikawa
Préfecture d'Iwate
Préfecture de Kagawa
Préfecture de Kagoshima
Préfecture de Kanagawa
Préfecture de Kōchi
Préfecture de Kumamoto
Préfecture de Kyoto
Préfecture de Mie
Préfecture de Miyagi
Préfecture de Miyazaki
Préfecture de Nagano
Préfecture de Nagasaki
Préfecture de Nara
Préfecture de Niigata
Préfecture d'Ōita
Préfecture d'Okayama
Préfecture d'Okinawa
Préfecture d'Osaka
Préfecture de Saga
Préfecture de Saitama
Préfecture de Shiga
Préfecture de Shimane
Préfecture de Shizuoka
Préfecture de Tochigi
Préfecture de Tokushima
Préfecture de Tokyo (drapeau)
Préfecture de Tottori
Préfecture de Toyama
Préfecture de Wakayama
Préfecture de Yamagata
Préfecture de Yamaguchi
Préfecture de Yamanashi